# Carlos Rubiales Morales
Carlos Rubiales Morales (Melilla, 8 de diciembre de 1955) es un reconocido artista plástico y profesor de dibujo.

## Biografía
Carlos Rubiales Morales nació el 8 de diciembre de 1955, en Melilla.
Sus cinco primeros años de vida transcurrieron en su ciudad natal.
Su primera experiencia en la escuela fue en 1960, en Jaén, donde su padre, que era militar, fue destinado tras su ascenso en su carrera profesional. Su familia permaneció en esa provincia andaluza durante año y medio. Posteriormente se trasladaron a Zaragoza, donde permanecieron hasta 1970.
Ese año, y por el mismo motivo, su familia se traslada a San Sebastián, donde permaneció dos años antes de regresar a Zaragoza. En esta ciudad, en 1973, Carlos terminó el Curso de Orientación Universitaria y un año después se matricula en la modalidad de alumno libre en la Escuela Superior de Bellas Artes de San Jorge (Barcelona) y se prepara durante el curso en el Estudio Cañada en Zaragoza como discípulo de Alejandro Cañada Valle.
El año siguiente comienza con matrícula oficial en la misma Escuela Superior pero, en tercer cuso, traslada la misma a la de Sevilla, donde obtiene el título de profesor de dibujo y licenciado en Bellas Artes. Desde que termina la carrera hasta que aprueba las oposiciones como docente, imparte clases de dibujo, como profesor interino, en el Instituto Leopoldo Queipo, en Melilla. En 1983 convalida el título de licenciado con grado y en 1997 accede a la cátedra de dibujo.
En su trayectoria profesional ha compaginado la docencia con el diseño gráfico y la pintura. Realiza su primera exposición de su obra en 1979, en Melilla. Dos años después realiza su segunda exposición con acrílicos y carteles.
Su primera exposición colectiva tuvo lugar en la Sala de Exposiciones del Centro Cultural Federico García Lorca, en Melilla, con motivo de la inauguración del mismo, en 1986, por parte del ministro de Cultura, Javier Solana Madariaga. Compartió la actividad cultural con el fotógrafo Esteban Soria y el escultor Mustafa Arruf.

La mayor parte de su obra se enfoca, dentro de las artes aplicadas, en el diseño y ejecución de carteles así como en la rotulación. Considera el cartel el medio más simple y breve de sintetizar un mensaje de contenido visual. Y el aerógrafo (que emplea desde mediado de la década de los 80) como la herramienta que mejor le permite crear volúmenes realistas, degradados, efectos singulares y de un colorido especialmente brillante.
Ganó el primer premio de carteles en l982, anunciando la Feria de Melilla. Posteriormente, obtiene el mismo premio en las ediciones de los años 1983 y 1984. Previamente sus trabajos fueron finalistas en certámenes celebrados en Zaragoza y Ceuta. Fue el diseñador del cartel oficial que la Ciudad de Melilla presentó con fines informativos y publicitarios en la Exposición Universal de Sevilla de 1992.
En su obra destaca la temática melillense y la presencia de lo mediterráneo, reflejando sus paisajes y los acontecimientos relevantes de la ciudad: grandes fiestas, carnavales, semana internacional de cine, coronación canóniga de la Virgen de la Victoria, universidad de verano, Semana Santa, acontecimientos culturales y deportivos, etc.
Durante veinte años fue colaborador de Televisión Melilla, en la que intervino como director y presentador del programa Cruz de Guía, retransmitiendo la Semana Santa de la ciudad.